# Elena Moreno
Elena Moreno (12 de junio de 1892-2 de noviembre de 1974) fue una actriz chilena que participó en varios cortometrajes de la década de 1960.

## Carrera
Inició su carrera en las tablas a mediados de 1920. A pesar de que gran parte de su carrera la realizó durante la década de 1960, Elena Moreno también participó en las compañías del Teatro Experimental de la Universidad de Chile y del Teatro de Ensayo de la Universidad Católica, donde destacó su interpretación de La pérgola de las flores en los años 1960. En 1947, el Teatro de Ensayo se profesionalizó y comenzó a aceptar en sus filas a actores con trayectoria; entre ellos la misma Moreno, junto a Ana González, Maruja Cifuentes, Pepe Rojas, Justo Ugarte y Mario Montilles, entre otros.

## Filmografía
- Memorias de un chofer de taxi (1946)
- Uno que ha sido marino (1951)
- Llampo de Sangre (1954)
- El Padre Pitillo (1946)
- El cuerpo y la sangre (1962)
- El burócrata González (1964)
- Angelito (1965)
- Más allá de Pipilco (1965)
- Tierra quemada (1968)
- Valparaíso mi amor (1969)
- Los testigos (1971)
- El afuerino (1971)
- Con el santo y la limosna (1971)

## Teatro
- El ladrón municipal (1925)
- La niña en la palomera (1966)[5]
- Dionisio (1962)[6]
- El diálogo de las Carmelitas (1959)[7]
- Homo chilensis (1973)[2]